# Josefův Důl (Mladá Boleslav-i járás)
Josefův Důl település Csehországban, a Mladá Boleslav-i járásban. Josefův Důl Bítouchov, Mladá Boleslav és Bradlec településekkel határos. Lakosainak száma 430 fő (2024. január 1.).

## Népesség
A település lakosságának változását az alábbi diagram mutatja:
| Lakosok száma | 254  | 371  | 317  | 406  | 447  | 451  | 463  | 452  | 409  | 430  |
|               | 1869 | 1890 | 1921 | 1950 | 1980 | 2001 | 2017 | 2019 | 2022 | 2024 |